# 마테라도
마테라도(이탈리아어: Provincia di Matera)은 이탈리아 바실리카타주의 도이다. 도청 소재지는 마테라이다. 면적은 3,447 km2, 인구는 201,133(2015년 기준)이며 마테라시의 인구는 61,204명이다. 31개의 코무네 (지방 자치 단체)로 구성된다. 서쪽과 남쪽으로는 포텐차도, 남쪽으로는 칼라브리아주, 북쪽과 동쪽으로는 풀리아주, 동남쪽으로는 이오니아해와 접한다.
마테라도의 인간 정착의 역사는 구석기 시대로 거슬러 올라가며 체계화 된 취락의 첫 예시는 기원전 251년으로, 로마 공화정 시대 집정관 루키우스 카이킬리우스 메텔루스가 마테라를 세우면서이다. 마테라는 여러 차례 약탈을 당했는데 처음에는 프랑크족, 그 이후에는 로마 황제 이탈리아의 루도비코 2세, 그 다음에는 10세기 기간 무슬림들의 침공을 받았다. 이후, 마테라는 카페 앙주 가문과 아라곤 왕국이 보유했고 여러 부유한 가문들에 여러 차례 매각되었다.
마테라 백작 조반니 카를로 트라몬타노는 잠시 마테라의 지도자가 되나 그를 폭군으로 본 마테라 주민들에게 그는 경멸의 대상이었고, 그를 상대로 반란을 일으켜 1514년 12월 29일 죽음을 맞이한다. 마테라는 1663년 오랜 행정 구역인 루카니아 (바실리카타)의 중심지로 선포되었다가 1806년 그리고 1860년에 이 지위를 박탈당하기도 했다. 파시스트 정권 시기, 바실리카타주의 주도로서의 마테라의 지위가 1927년에 복원되었다. 마테라도는 '사씨'(sassi)로 알려진 동굴 주택의 역사로 유명하다.